# Sahra
Sahra è il nono album in studio del cantante algerino Khaled, pubblicato l'8 novembre 1996.
Qui è contenuto il singolo Aïcha, che ottenne un enorme successo in quell'anno.

## Tracce
1. Sahra – 4:12
2. Oran Marseille (Oran mix) – 5:08
3. Aïcha – 4:19
4. Lillah – 4:24
5. Ouelli El Darek (feat. I Threes) – 3:11
6. Detni Essekra – 4:58
7. Walou Walou – 4:17
8. Ki Kounti (feat. Saúl Hernández) – 4:40
9. Wahrane Wahrane – 4:40
10. Haya Haya – 4:37
11. Mektoubi – 3:55
12. Hey Ouedi – 4:12
13. Oran Marseille (con Akhenaton e Shurik'n dei IAM) – 4:25
14. Sratli – 4:36
15. Le jour viendra – 4:42
16. Didi (BBB Radio Edit, incluso come bonus track nella riedizione del 1997) – 3:14